# Światowe Igrzyska Halowe w Lekkoatletyce 1985 – trójskok mężczyzn
Trójskok mężczyzn – jedna z konkurencji technicznych rozgrywanych podczas halowych światowych igrzysk lekkoatletycznych w hali Accor Arena w Paryżu. Rozegrano od razu finał 18 stycznia 1985. Zwyciężył reprezentant Bułgarii Christo Markow.

## Rezultaty

### Finał
W konkursie wzięło udział 12 skoczków.
Opracowano na podstawie materiału źródłowego.
| Miejsce | Zawodnik           | Wynik | Uwagi |
| ------- | ------------------ | ----- | ----- |
| 1       | Christo Markow     | 17,22 | NR    |
| 2       | Lázaro Betancourt  | 17,15 |       |
| 3       | Lázaro Balcindes   | 16,83 | PB    |
| 4       | Oleg Procenko      | 16,80 |       |
| 5       | Ján Čado           | 16,71 |       |
| 6       | Ralf Jaros         | 16,61 |       |
| 7       | Zou Zhenxian       | 16,05 |       |
| 8       | Ahmed Hassan Badra | 15,77 | NR    |
| 9       | Yasushi Ueta       | 15,75 |       |
| 10      | Didier Falise      | 15,46 |       |
| 11      | Torstein Dahle     | 15,35 |       |
| –       | Mihai Bran         | NM    |       |